# NGC 40

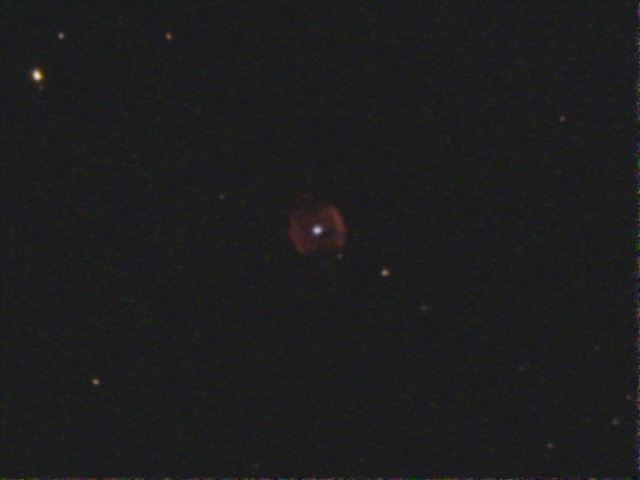
NGC 40

NGC 40 sau Caldwell 2 (sau Nebuloasa papion din Cefeu) este o nebuloasă planetară din constelația Cefeu. A fost descoperită de William Herschel în anul 1788. Se află la o distanță de aproximativ 3.500 de ani-lumină de Pământ.
Compusă din gaz cald ejectat de steaua muribundă care se află în centru, diametrul nebuloasei măsoară circa un an-lumină.
Oamenii de știință estimează că, peste vreo 30.000 de ani, nebuloasa va fi dispărut, lăsând în urmă doar o pitică albă cu o talie aproape similară taliei Pământului.  